# Anthicus lapidosus
Anthicus lapidosus là một loài bọ cánh cứng trong họ Anthicidae. Loài này được Wollaston miêu tả khoa học năm 1864.